# Python Package Index
Python Package Index（略称 PyPI）は、プログラミング言語Pythonの、サードパーティーソフトウェアリポジトリである。すべてのオープンソースなPythonパッケージの包括的なカタログととらえることができる。 Pipなどのパッケージマネージャは、パッケージやその依存パッケージをPyPIからダウンロードしてインストールする機能を持つ。
初期の頃は、Python Cheese Shop と呼ばれていた（この名は、モンティ・パイソンのCheese Shopスケッチに由来する）。